# Phanerotomella nigronotata
Phanerotomella nigronotata är en stekelart som beskrevs av Sergey A. Belokobylskij 1989. Phanerotomella nigronotata ingår i släktet Phanerotomella och familjen bracksteklar. Inga underarter finns listade i Catalogue of Life.